# 마쿠하리정
마쿠하리정(幕張町)은 지바현 지바군에 설치되었던 정이다. 현재의 지바시 하나미가와구의 서부, 나라시노시의 동부에 해당한다.

## 역사
- 1889년 4월 1일 - 정촌제 시행에 의해 지바군 마쿠하리촌이 성립하였다.
- 1896년 4월 22일 - 정으로 승격해 마쿠하리정이 되었다.
- 1954년 7월 6일 - 지바시에 편입해 폐지되었다. 8월 6일에는 쓰다누마정의 일부는 지바시에 편입되었고, 잔부는 쓰다누마정에 편입되었다. 이후 나라시노정으로 이름이 바뀌었고, 나라시노정은 시로 승격해 나라시노시가 성립하였다

## 교통

### 철도
- 국철(JR동일본
  - 소부 본선

### 도로
- 국도 14호선
- 도가네 오나리 가도